# Peder Holm Johansen
Peder Holm Johansen (født 5. december 1957) er en dansk skuespiller.
Johansen er uddannet fra Skuespillerskolen ved Aarhus Teater i 1982.

## Filmografi
- Anton (1995)
- I wonder who's kissing you now (1998)
- Mimi og madammerne (1998)
- Rene hjerter (2006)
- Cecilie (2006)
- Hvidsten gruppen (2013)
- Tarok (2013)
- Wonderful Copenhagen (2018)

### Tv-serier
| År        | Titel        | Rolle  | Noter |
| --------- | ------------ | ------ | ----- |
| 1997-1999 | TAXA         |        |       |
| 2006-2007 | Anna Pihl    |        |       |
| 2007      | Forbrydelsen |        |       |
| 2020      | Equinox      | Torben |       |